# Koncertowy
Koncertowy – dwupłytowy album koncertowy zespołu Hey z okazji 10 lecia istnienia grupy.

## Spis utworów
| CD 1 | CD 1                               | CD 1    |
| Nr   | Tytuł utworu                       | Długość |
| ---- | ---------------------------------- | ------- |
| 1.   | „Cisza ja i czas”                  |         |
| 2.   | „Z rejestru starszych snów”        |         |
| 3.   | „Zobaczysz”                        |         |
| 4.   | „Sio”                              |         |
| 5.   | „Że”                               |         |
| 6.   | „Cudzoziemka w raju kobiet”        |         |
| 7.   | „Ja sowa”                          |         |
| 8.   | „Fate”                             |         |
| 9.   | „Ho”                               |         |
| 10.  | „One of them”                      |         |
| 11.  | „Just another day”                 |         |
| 12.  | „Kropla”                           |         |
| 13.  | „That's a lie”                     |         |
| 14.  | „Dorosłość jak początek umierania” |         |
| 15.  | „Dolly”                            |         |

| CD 2 | CD 2                                | CD 2    |
| Nr   | Tytuł utworu                        | Długość |
| ---- | ----------------------------------- | ------- |
| 1.   | „Katasza”                           |         |
| 2.   | „Niekoniecznie o mężczyźnie”        |         |
| 3.   | „Anioł”                             |         |
| 4.   | „Zazdrość”                          |         |
| 5.   | „Schisophrenic family”              |         |
| 6.   | „Teksański”                         |         |
| 7.   | „As raindrops fell”                 |         |
| 8.   | „Little peace”                      |         |
| 9.   | „...”                               |         |
| 10.  | „Where is my mind”                  |         |
| 11.  | „Klus Mitroh”                       |         |
| 12.  | „Cisza ja i czas” (video)           |         |
| 13.  | „[sic!]” (video)                    |         |
| 14.  | „Cudzoziemka w raju kobiet” (video) |         |